# Hlînîți, Iavoriv
Hlînîți (în ucraineană Глиниці) este un sat în așezarea urbană Krakoveț din raionul Iavoriv, regiunea Liov, Ucraina.

## Demografie
Componența lingvistică a localității Hlînîți
     Ucraineană (99,56%)
     Alte limbi (0,44%)
Conform recensământului din 2001, majoritatea populației localității Hlînîți era vorbitoare de ucraineană (99,56%), existând în minoritate și vorbitori de alte limbi.